# Homonyx peruanus
Homonyx peruanus är en skalbaggsart som beskrevs av Ohaus 1913. Homonyx peruanus ingår i släktet Homonyx och familjen Rutelidae. Inga underarter finns listade i Catalogue of Life.